# Sardonic Wrath
Albums de Darkthrone
Hate Them
(2003) The Cult Is Alive
(2006)
Sardonic Wrath est le dixième album studio du groupe de Black metal norvégien Darkthrone. L'album est sorti le 6 septembre 2004 sous le label Moonfog Productions.
C'est le dernier album du groupe à être sorti, pour l'instant, sous le label Moonfog Productions.
C'est également le dernier album de leur discographie dans le style Black metal pur et dur. En effet, l'album suivant, The Cult Is Alive, est un album de Black metal fortement teinté d'influences Punk rock. On peut déjà remarquer sur cet opus un début de changement de style.
Apollyon apparaît en tant que vocaliste sur le titre Hate is the Law.

## Musiciens
- Nocturno Culto – chant, guitare, basse
- Fenriz – batterie, chant sur le titre Hate is the Law
- Apollyon – chant sur le titre Hate is the Law

## Liste des morceaux
| 1.    | Order Of The Ominous               | Lrz (no)                       | 2:32 |
| 2.    | Information Wants To Be Syndicated | Fenriz, Nocturno Culto         | 3:43 |
| 3.    | Sjakk Matt Jesu Krist              | Fenriz                         | 4:03 |
| 4.    | Straightening Sharks In Heaven     | Fenriz, Nocturno Culto         | 3:26 |
| 5.    | Alle Gegen Alle                    | Fenriz                         | 3:21 |
| 6.    | Man Tenker Sitt                    | Fenriz, Nocturno Culto         | 3:04 |
| 7.    | Sacrificing To The God Of Doubt    | Fenriz, Nocturno Culto         | 4:33 |
| 8.    | Hate Is The Law                    | Fenriz, Apollyon, Fenriz       | 3:21 |
| 9.    | Rawness Obsolete                   | Fenriz, Fenriz, Nocturno Culto | 6:14 |
| 34:17 |                                    |                                |      |